# Free-for-All (album de Ted Nugent)
Albums de Ted Nugent
Ted Nugent
(1975) Cat Scratch Fever
(1977)
Singles
1. Dog Eat Dog
Sortie : novembre 1976

Free-for-All est le deuxième album du guitariste américain Ted Nugent. Il est sorti en octobre 1976 sur le label Epic Records et a été produit par Tom Werman, Cliff Davies  & Lew Futterman.

## Historique
Après le succès du premier album, Ted Nugent, le groupe tourna intensivement avant de reprendre le chemin d'Atlanta et du studio Sound Pit pour l'enregistrement du nouvel album. Cependant tout n'allait pas très bien entre le chanteur/guitariste Derek St. Holmes et Ted Nugent, chacun ayant un avis différent sur le son du nouvel album. La production de Tom Werman notamment ne plaisait pas à Derek qui accusait Werman de « diluer » le son du groupe. Derek quitta donc le groupe momentanémant non sans avoir enregistré toutes ses partie vocales. Lorsque l'album sorti, sous la pression de la maison de disque, le management du groupe rappela Derek qui revint pour la tournée de promotion.
Après le départ de St.Holmes, Tom Werman suggéra un chanteur qui avait fait partie du The Rocky Horror Picture Show connu sous le nom de Meat Loaf. Ce dernier réenregistra le chant de quelques titres de l'album mais ne resta pas dans le groupe, il rencontra un succès planétaire un an plus tard avec l'album Bat Out of Hell.
On trouve donc trois différents chanteurs sur cet album, Ted Nugent, Derek St. Holmes et Meat Loaf. On peut comparer le chant des deux derniers sur le titre « Street Rats » dont on trouve une version de chaque sur la réédition de 1999.
L'album se classa à la 24e place du Billboard 200 aux États-Unis et y sera cerifié double disque de platine en 1991. L'unique single, "Dog Eat Dog" ne resta que deux semaines dans le Hot 100 atteignant la 91e place.

## Liste des titres
Face 1
| No | Titre               | Auteur     | Chant           | Durée |
| -- | ------------------- | ---------- | --------------- | ----- |
| 1. | Free for All        | Ted Nugent | Nugent          | 3:20  |
| 2. | Dog Eat Dog         | Nugent     | Derek St.Holmes | 4:04  |
| 3. | Writing on the Wall | Nugent     | Meat Loaf       | 7:08  |
| 4. | Turn It Up          | Nugent     | St. Holmes      | 3:36  |

Face 2
| No | Titre                          | Auteur                   | chant      | Durée |
| -- | ------------------------------ | ------------------------ | ---------- | ----- |
| 5. | Street Rats                    | Nugent                   | Meat Loaf  | 3:36  |
| 6. | Together                       | Cliff Davies, Rob Grange | Meat Loaf  | 5:52  |
| 7. | Light My Way                   | St. Holmes, Grange       | St. Holmes | 3:00  |
| 8. | Hammerdown                     | Nugent                   | Meat Loaf  | 4:07  |
| 9. | I Love You So I Told You a Lie | Davies                   | Meat Loaf  | 3:47  |

Titres bonus réedition Cd 1999
| No  | Titre                                                | Auteur | chant      | Durée |
| --- | ---------------------------------------------------- | ------ | ---------- | ----- |
| 10. | Free for All (live Hammersmith Odeon, Londres, 1977) | Nugent | Nugent     | 5:13  |
| 11. | Dog Eat Dog (live hammersmith Odeon, Londres, 1977)  | Nugent | St. Holmes | 6:21  |
| 12. | Street Rats (alternate version)                      | Nugent | St. Holmes | 4:14  |

## Musiciens
- Ted Nugent : guitare lead et rythmique, basse sur « Dog Eat Dog », chant sur « Free for All »
- Cliff Davies : batterie, percussions, chœurs, production
- Derek St. Holmes : chant sur les titres 2, 4, 7,11 & 12, guitare rythmique
- Rob Grange : basse

Musiciens additionnels
- Meat Loaf : chant sur les titres 3, 5, 6, 8 & 9
- Steve McRay : claviers, chœurs
- Tom Werman : percussions, producteur

## Charts et certifications
| Pays        | Durée du classement | Meilleur classement |
| ----------- | ------------------- | ------------------- |
| Canada      | 11 semaines         | 31e                 |
| États-Unis  | 32 semaines         | 24e                 |
| Royaume-Uni | 2 semaines          | 33e                 |
| Suède       | 5 semaines          | 14e                 |

| Pays       | Certification | Ventes      | Date              |
| ---------- | ------------- | ----------- | ----------------- |
| Canada     | Or            | 50 000 +    | 1er novembre 1978 |
| États-Unis | 2 × Platine   | 2 000 000 + | 11 août 1992      |

Charts singles
| Single      | Chart           | Durée du classement | Position | Date             |
| ----------- | --------------- | ------------------- | -------- | ---------------- |
| Dog Eat Dog | Hot 100         | 2 semaines          | 91e      | 27 novembre 1976 |
| Dog Eat Dog | RPM Top Singles | 7 semaines          | 73e      | 25 décembre 1976 |